# Прикарпаття-ДЮСШ № 3
ЖФК  «Прикарпаття-ДЮСШ №3» — український жіночий футбольний клуб з Івано-Франківська. Виступає в Першій лізі чемпіонату України серед жінок.
Команда є жіночою секцією в структурі футбольного клубу «Прикарпаття» та була створена на базі команди «Станіславчанка-ДЮСШ №3». 

## Попередні назви
- 2014–2015 — «Освіта-ДЮСШ № 3»
- 2015–2018 — «ДЮСШ № 3»
- 2018–2019 — «Станіславчанка-ДЮСШ № 3»
- 2019–н.ч. — «Прикарпаття-ДЮСШ № 3»

Емблема команди «Станіславчанка-ДЮСШ № 3»

## Історія клубу
Після розформування калуського «Нафтохіміка», постало питання про необхідність створення на Прикарпатті нового жіночого футбольного клубу.
2014 року на базі івано-франківських ДЮСШ № 3 та ЗОШ № 28 було сформовано ЖФК «Освіта-ДЮСШ № 3». У дебютному сезоні дівчата здобули право грати у «фіналі чотирьох» чемпіонату першої ліги, за підсумками якого стали бронзовими призерками змагань. Наступного року підопічним Івана Олійника вдалося покращити власні результати та посісти другу сходинку турнірної таблиці, поступившись у фіналі лише уманським «Пантерам». Разом зі «сріблом» франківські футболістки здобули право виступати у найвищому дивізіоні, однак не скористалися ним через внутрішньоклубні причини. Після закінчення перехідного скороченого чемпіонату 2017 року, який гравчині ДЮСШ № 3 з тріском провалили, керівництво клубу ухвалило рішення розформувати команду.
Влітку 2018 року клуб було відроджено під назвою «Станіславчанка-ДЮСШ № 3», а згодом команда стала жіночою секцією в структурі чоловічого футбольного клубу «Прикарпаття». 
В сезоні 2023–2024 ЖФК «Прикарпаття» виступав в групі «Б» у Першій Лізі чемпіонату України серед жінок і до останього туру претендував на вихід в плей-оф та підвищення в класі, але в результаті посів лише третє місце в своїй групі.

## Досягнення
- Срібний призер першої ліги чемпіонату України (1): 2015
- Бронзовий призер першої ліги чемпіонату України (1): 2014

## Відомі футболістки
- Христина Ботюк
- Христина Перевізник
- Вероніка Андрухів
- Роксолана Кравчук
- Діана Кравчук
- Любов Мохнач